# Bathyphantes umiatus
Bathyphantes umiatus là một loài nhện trong họ Linyphiidae.
Loài này thuộc chi Bathyphantes. Bathyphantes umiatus được Wilton Ivie miêu tả năm 1969.